# Antonio Maria Panebianco

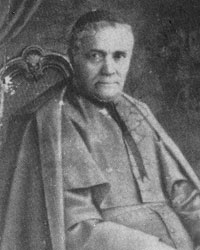
Kardinal Panebianco

Antonio Maria Panebianco OFMConv (* 13. August 1808 in Terranova di Sicilia als Niccolò Panebianco; † 21. November 1885 in Rom) war Kurienkardinal der römisch-katholischen Kirche.

## Leben
Panebianco trat 1823 dem Orden der Franziskaner-Minoriten bei, erhielt den Ordensnamen Antonio Maria und legte 1829 die Profess ab. Er studierte Theologie in Terranova und Rom und empfing die Priesterweihe. Danach war er Theologieprofessor am Priesterseminar von Catania. Während der politischen Unruhen im Jahr 1848 floh er nach Malta. 1853 wurde er Provinzial seines Ordens in Sizilien und im selben Jahr Konsultor des Heiligen Offiziums. Zusammen mit Kardinal Antonino De Luca, dem Apostolischen Nuntius in Österreich, reiste er 1858 nach Transsilvanien.
Papst Pius IX. nahm ihn am 27. September 1861 als Kardinalpriester von San Girolamo degli Schiavoni ins Kardinalskollegium auf. Am 23. Dezember 1861 wechselte Kardinal Panebianco die Titelkirche zu Santi XII Apostoli. Von 1863 bis 1867 war er Präfekt der Kongregation für Ablässe und Reliquien. Am 17. Januar 1867 ernannte ihn Pius IX. zum Kardinalgroßpönitentiar. Von 1869 bis 1870 nahm er am Ersten Vatikanischen Konzil teil. 1872 wurde er Kämmerer des Heiligen Kardinalskollegiums, was er ein Jahr blieb. Am 15. Oktober 1877 legte Kardinal Panebianco das Amt des Kardinalgroßpönitentiars nieder und nahm im nächsten Jahr am Konklave 1878 teil, das Leo XIII. zum Papst wählte. Leo XIII. ernannte ihn am 30. März 1882 zum Sekretär des Heiligen Offiziums. Am 25. Januar 1883 legte Panebianco dieses Amt aus Krankheitsgründen nieder. Er starb zwei Jahre später nach langer Krankheit und wurde auf dem römischen Friedhof Campo Verano beigesetzt.